# 摩洛克

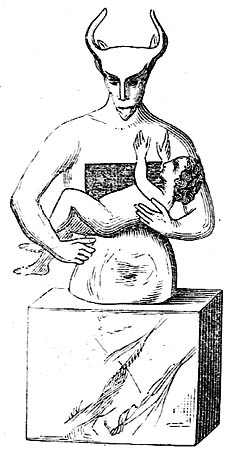
摩洛克

摩洛克，也譯為摩洛，是一位上古近东神明的名号，其拉丁字母拼写形式有多种，包括Moloch、Molech、Molekh、Molek、或Moloc等。摩洛克的古代希伯来文词根为מולך，拉丁字母形式为m-l-k（古希伯来文无元音字母）。此神与火祭儿童有关；摩洛盛行于上古的地中海东南岸地区，包括迦南人、亚扪人、希伯来人、腓尼基人乃至黎凡特和北非的很多其他民族都知道这位神明。 原亚扪人需以孩童献祭的神。据约翰·密尔顿的《失乐园》的记载，在无数恶魔在天界被打败然后落入地狱后，魔王撒旦醒来，和一起倒在旁边的别西卜交谈。而摩洛是第一位赶到的恶魔。并描述他是“沾满活人鲜血且全书洒满父母泪水的恐怖君王”
在当代欧美语言，「Moloch」摩洛克这个词有特定的引申义，指代需要极大牺牲的人物或者事业。

## 名号源头

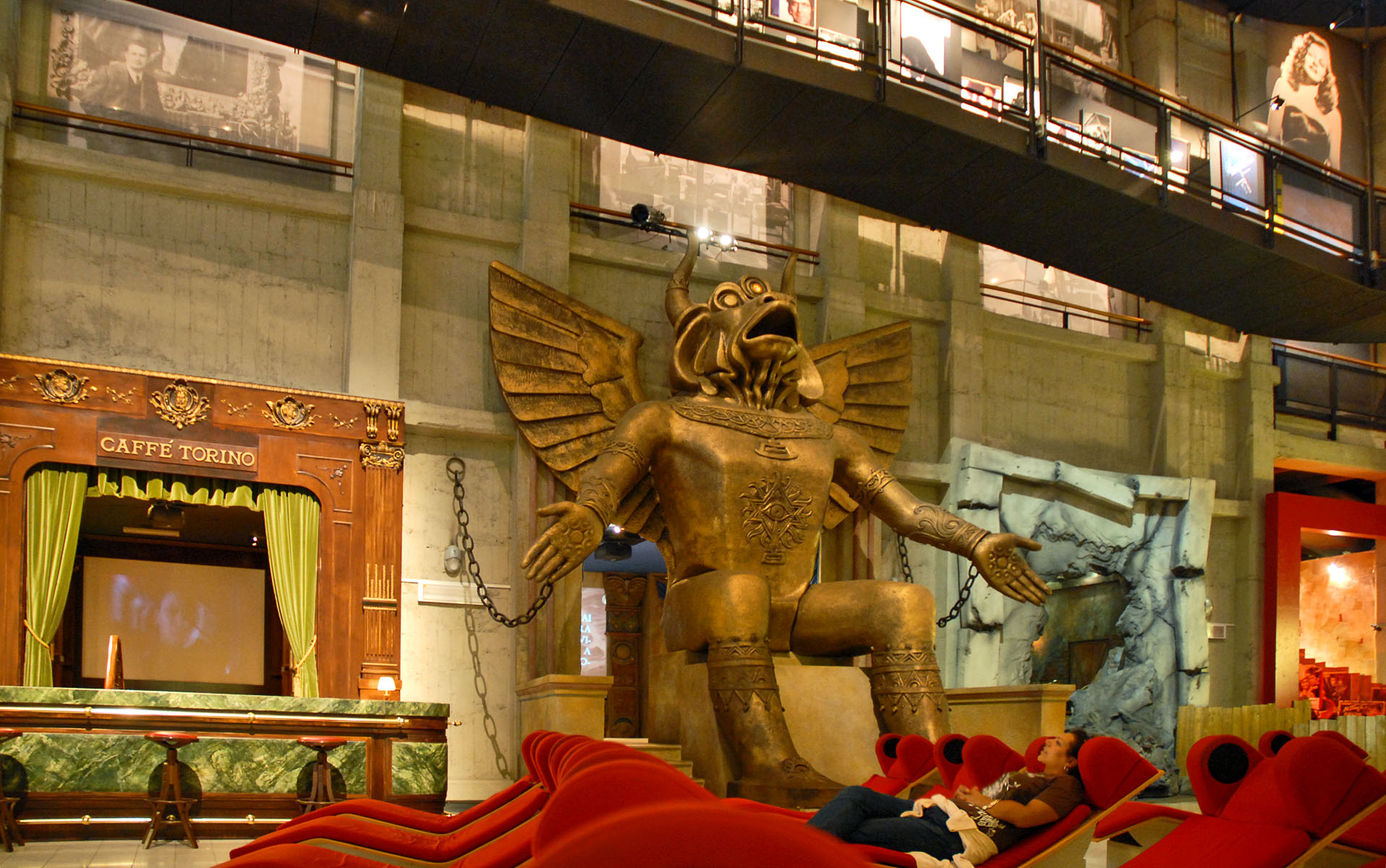
在20世紀初期義大利导演和制片乔瓦尼·帕斯特洛纳製作的默片《卡比利亞》內出現的摩洛克神塑像。現存於義大利都靈的國立電影博物館。

希伯来文字母组合מולך（m-l-k）通常代表馬利克（melek，原西北塞姆语malku），意譯為國王。但一旦mlk注音作 mōlek，正如公元后的馬所拉圣经文本写本中出现的实例，在这种情况下，mōlek在七十士译本、Aquila of Sinope希腊文圣经译本以及中东的Targum亚兰文圣经译本中，其希腊文形式作Μολοχmolokh（对应原西北塞姆语Mulku）。这种形式经常以复合形式四辅音lmlk出现。l-其实是希伯来文的介词，意义同英语的 "to"，但l-也常常有英语「for」 或 「as a(n)」的意思。对应的，可以将lmlk译为「靠近摩洛克」、「为了摩洛克」或者「作为摩洛克」。也有一个例子hmlk，意为摩洛克自立。
如果没有其他信息，根本无法区分mlk是王的意思还是摩洛克神的意思，学者们有时参照Masoretic圣经写本的注音符号来区别含义。
Moloch摩洛克历来被解释为一位神明的名号。也许这位神的头衔是「王」。但希伯来人在贬低此神的时候，故意将其名号读作Molek，而不是Melek。Molek这种读法，是将希伯来文单词bosheth（耻辱）的元音插入其mlk辅音组合中。冯象因此将此神的名号汉译为“耻王”。
在希伯来圣经《列王纪上》的第11章第7节，讲到所罗门王在信仰上背离耶和华，其中提到了摩洛克神。《列王纪上》的第11章第7节的和合本中译文作：「所罗门为摩押可憎的神基抹和亚扪人可憎的神摩洛，在耶路撒冷对面的山上建筑丘坛」。「摩洛克」的经文原文作lmlk。
然而在希伯来圣经的其他篇章，亚扪人的神名为Milcom，在和合本《列王纪上》的第11章第33节译为米勒公，而在和合本《西番雅书》的第1章第5节将同一个名号译为「玛勒堪」。这两处亚扪人神的名号不是Moloch摩洛克。希腊文七十士译本将《列王纪上》的第11章第7节的lmlk改作Milcom，七十士译本的译者将此处的lmlk视为希伯来文献的传抄舛误。部分圣经的英文译本跟随七十士译本将此处写作Milcom。Milcom的希伯来原文形式也可以意为“他们（亚扪人）的王”。因此不能完全确定这些章节涉及的是亚扪王还是亚扪的神米勒公。
腓尼基城邦推罗的巴力神，也就是「城市之神」梅爾卡特（Melqart），大致为以色列王亚哈家族崇拜的巴力神，亚哈在撒玛利亚为巴力建庙见《列王纪上》的第16章第32节。部分人士认为这位梅爾卡特以及摩洛克都是亚扪人的神Milcom，其他包含mlk的神名都是这一系的。
在希伯来圣经《阿摩司书》第5章第26节，英文新修订标准版圣经（NRSV）此节作：「You shall take up Sakkuth your king, and Kaiwan your star-god, your images, which you made for yourselves」， 但希腊文七十士译本将your king改作Moloch。这也许是个抄写错误。但这节内容又现于基督教新约《使徒行传》第7章第43节，NRSV本作：「You took along the tent of Moloch, and the star of your god Rephan, the images that you made to worship」。
古代文献提及摩洛克神，经常会伴随烧献儿童的记载。对烧献儿童，传统的解释是将作为祭品的儿童在摩洛克神前活活烧死。但也有人认为并非如此，而是用火进行的一种净化仪式，当然比较危险一些。提及烧献儿童而没有提到摩洛克神名号的记载也有，例如《申命记》第12章第31节、《申命记》第18章第10节到第13节、《列王纪下》第21章第6节、《以西结书》第20章第26节和第31节和《以西结书》第23章第37节。所以这种仪式是有较多记载的。类似的有希腊神话的忒提斯和阿基里斯母子的故事，以及得墨忒耳和得摩丰的故事。

## 引注
1. ↑  "alleged but not securely attested according to Johnston, Sarah Isles, Religions of the Ancient World: A Guide. Cambridge: Harvard University Press. ISBN 0-674-01517-7. p.335
2. ↑  草野巧. . 譯者：王書銘. 奇幻基地. 2013/08/03: 48–49. ISBN 9789865880460.
3. ↑  . . Encyclopædia Britannica Online. 2008  [2008-03-22]. （原始内容存档于2008-06-20）.
4. ↑  冯象：《宽宽信箱与出埃及记》，生活·读书·新知三联书店，2007年1月北京第1版，第170页。